# ルパン三世 (TV第2シリーズ)
『ルパン三世（TV第2シリーズ）』は、モンキー・パンチの漫画を原作とするアニメ『ルパン三世』の作品群のうち、1977年10月3日から1980年10月6日まで放送された日本のテレビアニメ。
主人公であるルパン三世の赤いジャケットや「ルパン三世のテーマ」などはこのシリーズで生まれたもので、現代まで浸透した『ルパン三世』のイメージを定着させた作品として知られる。約3年間に155話が製作され、全テレビシリーズ中で最も長期間放送された。
映像上の題名は『ルパン三世』。ただし、前作や後続作品との区別のために数種類の表記があり、『新ルパン三世』、『ルパン三世 2nd series』と呼ぶこともある。近年の公式サイトなどにおいては『ルパン三世 PART2』で統一されている。
本項では便宜上『TV第2シリーズ』と表記する。

## 登場人物
- ルパン三世 - 山田康雄
- 次元大介 - 小林清志
- 石川五ェ門 - 井上真樹夫
- 峰不二子 - 増山江威子
- 銭形警部 - 納谷悟朗

## 作風
前作『ルパン三世 (TV第1シリーズ)』（以下、『TV第1シリーズ』）は、大人向けとして制作されたことから低視聴率となり、中盤から宮崎駿と高畑勲に交代して、低年齢向けにシフトした経緯があった。結果的に、全26話のところを3話前に打ち切りとなったが、再放送にて高視聴率をあげていた。
これを受けて、本作の作風は『TV第1シリーズ』後半の方向性を継承したものとなり、第1話は『TV第1シリーズ』最終話から5年が経過した続編としてスタートしている。本放送は特番などの休止が少ない月曜日だったこともあり、長期間放送されたことから、ハードボイルドからスラップスティック調のコメディーなど作風が幅広いのもこのシリーズの特徴である。
主人公であるルパン三世が着用するジャケットの色は、『TV第1シリーズ』の緑から原作漫画同様の赤色となった。ただし、赤になったのは原作を意識したわけではなく、色指定を担当した龍池昇によると、何度も提出した案が全て没となり、半ばやけくそな気持ちで提案した『TV第1シリーズ』の緑を反転させた赤が採用されたとのことである。変更された理由自体について大塚康生は、スポンサーであるバンダイの商品が緑ジャケットのままだと『TV第1シリーズ』のスポンサーである浅田飴の商品と区別がつかなくなる恐れがあったからだと証言している。

### 『TV第1シリーズ』との主な違い
作品舞台、およびルパン達の行動範囲が日本から世界各国に広がり、彼らを追う銭形も警視庁からインターポール（ICPO）に出向する。実際のICPOは「司法警察権は各国の主権事項に属する」という体制で、犯罪者の身柄拘束なども現地の国の警察組織が執り行っているが、当作のICPOは「ルパン三世に関する犯罪捜査を許可していない国でも行う」など権限が異なる。
一話には、レギュラーキャラクターの5人が原則として登場するようになった。ただし、五右ェ門と不二子は未登場の回が数回あった。
石川五ェ門の表記が“石川五右ェ門”に変更。
原作にも存在する「ルパン帝国」の設定が完全になくなり、手下は存在しないなど、キャラクターは前作より自由人として描かれる。
ルパンの愛車が、前作のメルセデス・ベンツSSKからアルファロメオ・6C1750・グランスポルトに変更。なお、途中から前作終盤にも登場したフィアット・500に乗ることもあるなど、話によっては多彩な車を乗り分けている。
峰不二子役がパイロット版を担当した増山江威子に、石川五ェ門役が井上真樹夫に交代。音楽は、山下毅雄から大野雄二へと変更された。

## 製作
制作局が、『TV第1シリーズ』の読売テレビからキー局でもある日本テレビとなった。本作以降、一部作品を除く大半のシリーズが日本テレビ制作となり、クロスオーバー作品の『ルパン三世VS名探偵コナン』では『コナン』が読売テレビ側の番組、『ルパン』が日本テレビ側の番組という扱いを受けている。

### 企画
1976年6月頃に企画が発足。『TV第1シリーズ』の再放送が高視聴率だったことや視聴者の要望、市場調査の結果から「99％当たる」という確信のもとで企画されたという。一方で、プロデューサーの吉川斌は「人気なのは再放送であり、新作がゴールデンタイムで成功するのか?」という懸念から、企画自体は中々通らなかったことを後年に明かしている。
日本テレビからは、制作にあたり以下の意向が示された。
- 読売テレビとは系列こそ同じだが組織としては全く異なるため、前作の続編ではなく新番組と思って制作すること。
- エンターテインメント色の強い作品にすること。
- 主要メンバー5人は毎回レギュラー出演すること。
- 五ェ門と不二子の声優を変更すること[注 6]。
- 音楽と主題歌を変更すること。

吉川の意向で若いスタッフが中心の体制となり、多くは『TV第1シリーズ』の参加者が再起用されているほか、前番組で同じ東京ムービー新社制作の『元祖天才バカボン』からも引き継がれた。また、『合身戦隊メカンダーロボ』からも演出陣が参加している。

### 脚本
脚本は『TV第1シリーズ』から引き続き、大和屋竺、山崎忠昭ら日活などで活躍した実写畑系ライターが顔を揃えた。彼らの人脈から、映画監督の高橋伴明、後に東映特撮で活躍する浦沢義雄（本作で脚本家デビュー）、杉村のぼるも加わる。シリーズの途中からは、監修として映画監督鈴木清順も参加した。
会議には、アイデアを出すため青山学院大学推理小説研究会が参加していた時期がある。
放送中期から後期にかけては作品の向上を目指し、マンションの一室を借りて、メインスタッフでアイデアを出したりシナリオ初稿を基に討論しあう企画集団「分室」が存在していた。また、ここでは古今東西のピカレスク小説を読破した上でハードボイルド小説なども研究し、ストーリー作りに役立てていたという。

### アニメーション
キャラクターデザインは北原健雄が担当。全話の作画監督も担当した。当初は『TV第1シリーズ』の大塚康生にオファーがあったものの『未来少年コナン』に参加していたため辞退したことで、『元祖天才バカボン』に参加していた北原へ話がいったという。
北原は『TV第1シリーズ』のファンであったためオファーを快諾するが、子どもの視聴も意識した路線変更には大きな戸惑いを受け、作画面にも大きな影響があった。当初はモンキー・パンチの原作や大塚の画を参考にしたデザインだったが、「大塚ルパンには無い表情」を求められ自然と自身の個性が画に現れるようになった。その一方で、ファンクラブ等で自身のデザインと大塚のデザインが比較されるなど論争もあったが、大塚が「北原君のはそれでいい」と発言したことで北原は安堵したと述べている。
こだま兼嗣は原画担当として本作に参加し、途中からは作画監督補として北原をサポートした。クレジットは北原の提案で「作画監督」だったが、当時のこだまは「私の実力では、正直荷が重い」と感じていたという。メカデザインの監修に関しては、北原が詳しくなく「走行中の車がこんな挙動はしない」と視聴者からクレームが届いたことを機に、こだまもチェックに参加していた。
1話分の作画枚数は、最低が約5000枚で、多いときは約8000枚だったという。
北原は2003年に「大塚ルパンのようなカッコいいハードボイルドを作れなかったことは残念」などと不満を表明しつつも、当時はアニメーターとして「下品な作品にだけはしたくない」というプライドをもち全力で作品に挑んでいたことも明かし、自身のルパンが好きなファンが多く存在することには「望外の喜び」と語るなど、作品に関われて感謝している旨の回想をしている。

#### テレコム・アニメーションフィルムの参加
放送の途中である第72話「スケートボード殺人事件」からは、東京ムービーの系列であるテレコム・アニメーションフィルムが下請けとして複数話の製作に参加している。
『TV第1シリーズ』の作画監督だった大塚康生は、新人アニメーターの教育係としてテレコムへと移籍しており、「スケートボード殺人事件」にて人手不足を補うため久々に作画に参加している。
『TV第1シリーズ』の後期演出を務めた宮崎駿は、劇場映画第2作『ルパン三世 カリオストロの城』を監督するためテレコムへ移籍していたことから、第145話「死の翼アルバトロス」、最終話「さらば愛しきルパンよ」の脚本と演出を「照樹務」名義で担当した。
テレコムが担当した作品は、キャラクターデザインや作画が『ルパン三世 カリオストロの城』に近いものとなっている。第105話「怪奇鬼首島に女が消えた」までは修正が施されていたが、その後も北原のデザインを尊重しない作画が続いたため、最終的に北原は修正を放棄。第143話「マイアミ銀行襲撃記念日」からは修正がされずそのままの形での放送となり、一度は「ルパンの顔が違う」と局側から納品拒否される事態が生じている。

### 音楽
プロデューサーの吉川斌により、音楽は『水もれ甲介』など吉川がプロデュースするドラマの音楽を務めた大野雄二が抜擢された。吉川から大野への注文は「クインシー・ジョーンズで」の一言だったという。
大野によりジャズ色の強いファンク、ディスコ、フュージョン路線の楽曲が並び、本作以降のルパン作品の音楽担当は、一部の作品を除き大野で定着する。
日活出身の選曲技師・鈴木清司によるテープ・スコアリングなどを多用した独特の音楽編集技法は、前番組同様に随所で試みられた。

### ステレオ放送について
第99話「荒野に散ったコンバットマグナム」で、日本のテレビ用アニメーションとしては初のステレオ放送が開始された。家庭用テレビの多くがまだ音声多重放送に対応していなかった時期で、実験的導入であったともされる。これを受けて、第103話以降の全話がステレオで放送された。
本放送ではVTR16mmのカラーフィルムとシネテープ（磁気音声）をパック化した1インチCタイプVTRを放送マザーとしており、ステレオ放送の際には完プロパック済のステレオマスター（ステレオ録音されたシネテープ）が用いられる。
後年のソフト化の際も一部を除きそのステレオ音声が使用されたが、素材の状況によりフィルムの光学モノラル音声や完プロパック済のモノラルマスター（モノラル録音されたシネテープ）へ変更された話も多く、第150話「ピアノ交響曲「動物園」」など以前のソフトではステレオマスターが使用されていたにも関わらず現行のHDマスターDVD・BDでは光学モノラル音声に差し替えられている場合もある。

### 100回記念放送
1979年9月、100話から103話までの計4話が放送100回記念として、一般公募した脚本をもとに製作・放送された。各話の詳細は「各話補足事項」を参照。
応募総数は約5000通。その中から佳作4作品と実際に放送された入選作4作が選ばれ、佳作者に1万円、入選者に3万円が賞金として贈られた。ただし、入選作品は脚本家によるリライトを施した上での放送となっており、入選者は「原案」としてクレジットされている。
応募条件は「原稿用紙5枚以内にまとめたもの」だったが、絵コンテにまで仕上げて送った者から大学ノート73ページに漫画としてまとめた者まで様々な応募者がいたという。その中で、英文タイプに日本語訳を付けるいう巧みな原稿を送った外国出身の小学校教師はスタッフから高く評価され、佳作に入選することとなった。
選考基準に関して、スタッフの飯岡順一によると以下の3つに当てはまるものは選考から除外したとのこと。
- 過去の話に類似したもの
- 盗みのテクニックの無いもの
- 親子兄弟など血縁関係を扱うもの

応募内容に関しては、インベーダーやタイムマシンを扱うSFものが最も多く、次いで盗みを主体とする話、各キャラクターの恋愛絡み、ルパンに四世や兄弟がいるという肉親絡みのものが多かったという。
なお、選考から漏れ入選しなかった作品に関しても「ファンがどのようなストーリーを望んでいるのか」とスタッフが分析しており、以降の話の脚本製作に活かされたという。

### スタッフ
- 原作 - モンキー・パンチ
- 企画 - 藤岡豊（TMS（クレジット無し））/吉川斌（NTV）/小坂敬（NTV（クレジット無し））
- 音楽 - 大野雄二
- 監修 - 鈴木清順（第52話 - ）
- プロデューサー - 高橋靖二（NTV）/高橋美光（TMS）
- シリーズ構成 - 大和屋竺（第53話 - ）
- 文芸担当 - 飯岡順一[注 8]
- キャラクターデザイン - 北原健雄
- 作画監修 - 大塚康生（テレコム回の一部参加）
- レイアウト - 葛岡博
- 美術監督 - 龍池昇、清水一利（第2話）
- 美術設定 - 曽我元、橋本三郎、山本二三、松浦裕子
- 撮影監督 - 小林健一、長谷川肇
- 録音監督 - 加藤敏
- 選曲 - 鈴木清司
- 制作担当 - 堀越とおる（NTV）、仙石鎮彦（TMS）
- 作画 - 児玉兼嗣、一川孝久、米川功真、友永和秀、伊東誠、丹内司、辻初樹、小林一幸、青木悠三、木下ゆうき、正延宏三、坂巻貞彦、椛島義夫、大武正枝、富沢信雄、田中敦子、青木康直、小原秀一、片山一良 他
- 色指定 - 関根栄子、山田由美子、工藤秀子、岡嶋国敏、伊藤純子、大野雅世、山本雅世、山名公枝、遠藤登志子、池内道子、近藤浩子
- 背景 - 男鹿和雄、窪田忠雄 他
- 撮影 - 長谷川肇、杉村重郎 他
- 音響効果 - 宮田塙、糸川幸良（宮田音響）
- 録音技術 - 飯塚秀保
- 編集 - 鶴渕允寿、高橋和子
- タイトルデザイン - 高具秀雄
- 録音 - 東北新社
- 現像 - 東京現像所
- 制作協力 - 東京ムービー/テレコム・アニメーションフィルム
- 製作 - 東京ムービー新社

## 主題歌
※複数の楽曲に表記ゆれあり（曲名や演奏者・英字表記など）。本項では放送時のクレジットに準じて記載。

### オープニングテーマ
「ルパン三世のテーマ」（第1話 - 第26話）
作曲・編曲 - 大野雄二 / 演奏 - ユーアンドエキスプロージョンバンド
演出 - 御厨恭輔
映像は各キャラクターの特徴を表現している。また、世界各国が舞台となることを強調するため砂漠やニューヨークなど様々な場所が登場する。
「ルパン三世のテーマ（ヴォーカル・ヴァージョン）」（第27話 - 第51話）
歌詞原案 - 鴇田一枝 / 作詞 - 千家和也 / 作曲 - 大野雄二 / 歌 - ピート・マック・ジュニア
演出 - 御厨恭輔 / 作画 - 北原健雄。
初使用となる第27話のみ、効果音がないバージョンが使われた。
映像は「今までのアニメに無いようなもの」を狙いグラフィックな方向で製作された。
「ルパン三世'79」（第52話 - 第103話）
作曲・編曲 - 大野雄二 / 演奏 - ユーアンドエキスプロージョンバンド
第99話ではステレオ放送に合わせ、レコード用音源を編集し効果音を付けたものが使われた。以降、放送形態によりモノラル版とステレオ版が混在している。
「ルパン三世'80」（第104話 - 第155話）
作曲・編曲 - 大野雄二 / 演奏 - ユーアンドエキスプロージョンバンド
演出 - 青木悠三 / 作画 - 北原健雄、青木悠三
途中から、一部の効果音を変更したバージョンが使われた。近年のソフトや再放送では最初のバージョンに統一されており、後年YouTubeに公開された全オープニング＆エンディング集でも後者は除外されている。

### エンディングテーマ
「ルパン三世 愛のテーマ」（第1話 - 第26話）
作曲・編曲 - 大野雄二 / 演奏 - ユーアンドエキスプロージョンバンド
演出 - 御厨恭輔
演出した御厨によると、先に完成した楽曲を聞いた際に「不二子が波打ち際に立って海を見つめるシーンしか思い浮かばなかった」ため、現在の映像になったという。
「ルパン三世 愛のテーマ（ヴォーカル・ヴァージョン）」（第27話 - 第51話）
作詞 - 千家和也 / 作曲 - 大野雄二 / 歌 - 水木一郎
演出 - 御厨恭輔
「ラブスコール」（第52話 - 第103話）
作詞 - 槇小奈帆 / 作曲・編曲 - 大野雄二 / 歌 - サンドラ・ホーン
「LOVE IS EVERYTHING」（第104話 - 第155話）
作詞 - 奈良橋陽子、杉山政美 / 作曲・編曲 - 大野雄二 / 歌 - 木村昇

### 挿入歌
「ラヴィン・ユー (ラッキー)（LOVIN'YOU (LUCKY)）」（第16、20、23、29、38、42、47、57話）
作詞 - 奈良橋陽子 / 作曲・編曲 - 大野雄二 / 歌 - トミー・スナイダー
「抱いて、ルパン（I MISS YOU BABE (YES, I DO)）」（第19、23、45、55、83、112話）
作詞 - 奈良橋陽子 / 作曲・編曲 - 大野雄二 / 歌 - サンドラ・ホーン
「スーパー・ヒーロー（SUPER HERO）」（第62、73、81、89、90、99、104、110、124、133、137、147、149、155話）
作詞 - 奈良橋陽子 / 作曲・編曲 - 大野雄二 / 歌 - トミー・スナイダー
「ルパン音頭」（第64話）
作詞 - モンキー・パンチ / 補作詞 - 中山大三郎 / 作曲・編曲 - 大野雄二 / 歌 - 三波春夫
「しゃれた沈黙（LEAVE YOU）」（未使用）
作詞 - 奈良橋陽子 / 作曲・編曲 - 大野雄二 / 歌 - 木村昇
「マグナム・ダンス（MAGNUM DANCE）」
作曲・編曲 - 大野雄二 / 演奏 - ユー&エクスプロージョン・バンド（You & The Explosion Band）

## 各話リスト
本放送時、特別編成で放送休止になったのは以下の3回のみ。
- 1978年1月2日：元祖どっきりカメラ!!最新作2時間ぶっ続け!!(19:00-20:54)
- 1979年1月1日：かくし芸なんかじゃない!「なつかしの爆笑VTR傑作選・テレビ25年総集編・2」(19:00-20:54)
- 1980年6月23日：衆参選（第36回衆議院議員総選挙・第12回参議院議員通常選挙）開票速報(19:00-20:00)

| 話数    | 放送日         | サブタイトル                      | 脚本                          | コンテ           | 演出             | 作画監督          |
| ------- | -------------- | --------------------------------- | ----------------------------- | ---------------- | ---------------- | ----------------- |
| 第1話   | 1977年 10月3日 | ルパン三世颯爽登場                | 山崎忠昭                      | 御厨恭輔         | 御厨恭輔         | 北原健雄          |
| 第2話   | 10月10日       | リオの夕陽に咲く札束              | 今野鑲                        | 御厨恭輔         | 御厨恭輔         | 北原健雄          |
| 第3話   | 10月17日       | ヒトラーの遺産                    | 金子裕                        | 石黒昇           | 棚橋一徳         | 北原健雄          |
| 第4話   | 10月24日       | ネッシーの唄が聞こえる            | 大和屋竺                      | 石黒昇           | 棚橋一徳         | 北原健雄          |
| 第5話   | 10月31日       | 金塊の運び方教えます              | 城山昇                        | 石黒昇           | 棚橋一徳         | 北原健雄          |
| 第6話   | 11月7日        | ピサの斜塔は立っているか          | 金子裕                        | 奥田誠二         | 棚橋一徳         | 北原健雄          |
| 第7話   | 11月14日       | ツタンカーメン三千年の呪い        | 金子裕                        | 佐々木正広       | 御厨恭輔         | 北原健雄          |
| 第8話   | 11月21日       | ベネチア超特急                    | 今野鑲                        | 松浦錠平         | 御厨恭輔         | 北原健雄          |
| 第9話   | 11月28日       | 浮世絵ブルースはいかが            | 毛利蘭                        | 佐々木正広       | 御厨恭輔         | 北原健雄          |
| 第10話  | 12月5日        | ファイルM123を盗め                | 城山昇                        | 奥田誠二         | 棚橋一徳         | 北原健雄          |
| 第11話  | 12月12日       | モナコGPに賭けろ                  | 今野鑲                        | 宮本清司         | 御厨恭輔         | 北原健雄          |
| 第12話  | 12月19日       | 大統領への贈り物                  | 城山昇                        | 石黒昇           | 棚橋一徳         | 北原健雄          |
| 第13話  | 12月26日       | サンフランシスコ大追跡            | 金子裕                        | 宮本清司         | 御厨恭輔         | 北原健雄          |
| 第14話  | 1978年 1月9日  | カリブ海の大冒険                  | 山崎忠昭                      | 松浦錠平         | 御厨恭輔         | 北原健雄          |
| 第15話  | 1月16日        | 名探偵空をゆく                    | 金子裕                        | 中野健治         | 御厨恭輔         | 北原健雄          |
| 第16話  | 1月23日        | 二つの顔のルパン                  | 田上雄                        | 御厨恭輔         | 御厨恭輔         | 北原健雄          |
| 第17話  | 1月30日        | オイルダラーを狙え                | 田上雄                        | 新田義方         | 御厨恭輔         | 北原健雄 児玉兼嗣 |
| 第18話  | 2月6日         | ブラックパンサー                  | 金子裕                        | 宮本清司         | 御厨恭輔         | 北原健雄 児玉兼嗣 |
| 第19話  | 2月13日        | 十年金庫は破れるか                | 城山昇                        | 宮本清司         | 御厨恭輔         | 北原健雄 朝倉隆   |
| 第20話  | 2月20日        | 追いつめられたルパン              | 小山俊一郎 大久保昌一良       | 奥田誠二         | 御厨恭輔         | 北原健雄 児玉兼嗣 |
| 第21話  | 2月27日        | 五右ェ門の復讐                    | 皿田オイル                    | 野田作樹         | 御厨恭輔         | 北原健雄 児玉兼嗣 |
| 第22話  | 3月6日         | 謎の女人館を探れ                  | 城山昇                        | 佐々木正広       | 御厨恭輔         | 北原健雄 児玉兼嗣 |
| 第23話  | 3月13日        | 第4次元の魔女                     | 大和屋竺                      | 奥田誠二         | 御厨恭輔         | 北原健雄 朝倉隆   |
| 第24話  | 3月20日        | 怪盗ねずみ小僧現わる              | 宮田雪                        | 宮本清司         | 御厨恭輔         | 北原健雄 児玉兼嗣 |
| 第25話  | 3月27日        | 必殺鉄トカゲ見参                  | 城山昇                        | 新田義方         | 御厨恭輔         | 北原健雄 児玉兼嗣 |
| 第26話  | 4月3日         | バラとピストル                    | 大和屋竺                      | 奥田誠二         | 御厨恭輔         | 北原健雄 児玉兼嗣 |
| 第27話  | 4月10日        | シンデレラの切手はどこへいった    | 金子裕                        | 奥田誠二         | 御厨恭輔         | 北原健雄 朝倉隆   |
| 第28話  | 4月17日        | 女刑事メロン                      | 金子裕                        | 松浦錠平         | 御厨恭輔         | 北原健雄 児玉兼嗣 |
| 第29話  | 4月24日        | 電撃ハトポッポ作戦                | 大和屋竺                      | 新田義方         | 御厨恭輔         | 北原健雄 児玉兼嗣 |
| 第30話  | 5月1日         | モロッコの風は熱く                | 城山昇                        | 松浦錠平         | 御厨恭輔         | 北原健雄 児玉兼嗣 |
| 第31話  | 5月8日         | 白夜に向かって撃て                | 大和屋竺                      | 奥田誠二         | 御厨恭輔         | 北原健雄 児玉兼嗣 |
| 第32話  | 5月15日        | ルパンは二度死ぬ                  | 大和屋竺                      | 柳弘通           | 御厨恭輔         | 北原健雄 児玉兼嗣 |
| 第33話  | 5月22日        | オリオンの王冠は誰のもの          | 七條門                        | 佐々木正広       | 御厨恭輔         | 北原健雄 朝倉隆   |
| 第34話  | 5月29日        | 吸血鬼になったルパン              | 宮田雪                        | 石黒昇           | 御厨恭輔         | 北原健雄 児玉兼嗣 |
| 第35話  | 6月5日         | ゴリラギャングを追っかけろ        | 七條門                        | 新田義方         | 御厨恭輔         | 北原健雄 児玉兼嗣 |
| 第36話  | 6月12日        | 月影城の秘密をあばけ              | 七條門                        | 柳弘通           | 御厨恭輔         | 北原健雄 児玉兼嗣 |
| 第37話  | 6月19日        | ジンギスカンの埋蔵金              | 宮田雪                        | 奥田誠二         | 御厨恭輔         | 北原健雄 児玉兼嗣 |
| 第38話  | 6月26日        | ICPOの甘い罠                      | 金子裕                        | 新田義方         | 御厨恭輔         | 北原健雄 朝倉隆   |
| 第39話  | 7月3日         | 香港の夜空にダイヤは消えた        | 今野鑲                        | 松浦錠平         | 御厨恭輔         | 北原健雄 児玉兼嗣 |
| 第40話  | 7月10日        | ミサイルジャック作戦              | 毛利蘭                        | 三家本泰美       | 三家本泰美       | 北原健雄 児玉兼嗣 |
| 第41話  | 7月17日        | かぐや姫の宝を探せ                | 宮田雪                        | 石黒昇           | 三家本泰美       | 北原健雄 児玉兼嗣 |
| 第42話  | 7月24日        | 花嫁になったルパン                | 山浦弘靖                      | 三家本泰美       | 三家本泰美       | 北原健雄 朝倉隆   |
| 第43話  | 7月31日        | 北京原人の骨はどこに              | 毛利蘭                        | 石黒昇           | 三家本泰美       | 北原健雄 児玉兼嗣 |
| 第44話  | 8月7日         | 消えた特別装甲車                  | 今野鑲                        | 御厨恭輔         | 御厨恭輔         | 北原健雄 児玉兼嗣 |
| 第45話  | 8月14日        | 殺しはワインの匂い                | 奥山貞行                      | 青木悠三         | 御厨恭輔         | 北原健雄 児玉兼嗣 |
| 第46話  | 8月21日        | ルパン お高く売ります             | 城山昇                        | 三家本泰美       | 三家本泰美       | 北原健雄 児玉兼嗣 |
| 第47話  | 8月28日        | 女王陛下のズッコケ警部            | 高橋伴明                      | 御厨恭輔         | 御厨恭輔         | 北原健雄 朝倉隆   |
| 第48話  | 9月4日         | 非常ベルにルパンは笑う            | 今野鑲                        | 御厨恭輔         | 御厨恭輔         | 北原健雄 児玉兼嗣 |
| 第49話  | 9月11日        | 可愛いい女には毒がある            | つるもみすけ 今野鑲           | 三家本泰美       | 三家本泰美       | 北原健雄 児玉兼嗣 |
| 第50話  | 9月18日        | 私が愛したルパン（前篇）          | 金子裕                        | 青木悠三         | 御厨恭輔         | 北原健雄 児玉兼嗣 |
| 第51話  | 9月25日        | 私が愛したルパン（後篇）          | 金子裕                        | 青木悠三         | 御厨恭輔         | 北原健雄 朝倉隆   |
| 第52話  | 10月2日        | エマニエルは天使のささやき        | 金子裕 城野楊子               | 三家本泰美       | 三家本泰美       | 北原健雄 児玉兼嗣 |
| 第53話  | 10月9日        | 狂気のファントマ・マークⅢ         | 金子裕 掛川正幸               | 御厨恭輔         | 御厨恭輔         | 北原健雄 児玉兼嗣 |
| 第54話  | 10月16日       | 半七刑事 十年目の約束             | 大久保昌一良                  | 宮本一夫         | 御厨恭輔         | 北原健雄 児玉兼嗣 |
| 第55話  | 10月23日       | 花吹雪 謎の五人衆（前篇）         | 高階秋成                      | 石原泰三         | 三家本泰美       | 北原健雄 児玉兼嗣 |
| 第56話  | 10月30日       | 花吹雪 謎の五人衆（後篇）         | 高階秋成                      | 石原泰三         | 三家本泰美       | 北原健雄 朝倉隆   |
| 第57話  | 11月6日        | コンピューターかルパンか          | 四十物光男                    | 青木悠三         | 御厨恭輔         | 北原健雄 児玉兼嗣 |
| 第58話  | 11月13日       | 国境は別れの顔                    | 金子裕                        | 石倉八木         | 石倉八木         | 北原健雄 朝倉隆   |
| 第59話  | 11月20日       | マダムXの不思議な世界             | 杉村のぼる                    | 沼尻東           | 三家本泰美       | 北原健雄 児玉兼嗣 |
| 第60話  | 11月27日       | インドに自殺の花が咲く            | 大原清秀                      | 御厨恭輔         | 御厨恭輔         | 北原健雄 児玉兼嗣 |
| 第61話  | 12月4日        | 空飛ぶ斬鉄剣                      | 大久保昌一良                  | 石原泰三         | 三家本泰美       | 北原健雄 朝倉隆   |
| 第62話  | 12月11日       | ルパンを呼ぶ悪魔の鐘の音          | 金子裕                        | 奥田誠二         | 御厨恭輔         | 北原健雄 児玉兼嗣 |
| 第63話  | 12月18日       | 罠には罠を！                      | 四十物光男                    | 石倉八木         | 三家本泰美       | 北原健雄 児玉兼嗣 |
| 第64話  | 12月25日       | クリスマスは女神の手に            | 高階秋成                      | 御厨恭輔         | 御厨恭輔         | 北原健雄 児玉兼嗣 |
| 第65話  | 1979年 1月8日  | ルパンの敵はルパン                | 山崎忠昭                      | 石原泰三         | 三家本泰美       | 北原健雄 朝倉隆   |
| 第66話  | 1月15日        | 射殺命令！！                      | 高階秋成                      | 沼尻東           | 三家本泰美       | 北原健雄 児玉兼嗣 |
| 第67話  | 1月22日        | ルパンの大西遊記                  | 大原清秀                      | 奥田誠二         | 御厨恭輔         | 北原健雄 児玉兼嗣 |
| 第68話  | 1月29日        | カジノ島・逆転また逆転            | 浦沢義雄                      | 奥田誠二         | 御厨恭輔         | 北原健雄 児玉兼嗣 |
| 第69話  | 2月5日         | とっつあんの惚れた女              | 杉村のぼる                    | 石原泰三         | 三家本泰美       | 北原健雄 児玉兼嗣 |
| 第70話  | 2月12日        | クラシック泥棒と九官鳥            | 宮田雪                        | 御厨恭輔         | 御厨恭輔         | 北原健雄 朝倉隆   |
| 第71話  | 2月19日        | ルパン対新選組                    | 大久保昌一良                  | 石原泰三         | 三家本泰美       | 北原健雄 児玉兼嗣 |
| 第72話  | 2月26日        | スケートボード殺人事件            | 宮田雪                        | 奥田誠二         | 御厨恭輔         | 北原健雄 児玉兼嗣 |
| 第73話  | 3月5日         | 花も嵐も泥棒レース                | 金子裕                        | 奥田誠二         | 御厨恭輔         | 北原健雄 児玉兼嗣 |
| 第74話  | 3月12日        | 恐怖のカメレオン人間              | 大原清秀                      | 御厨恭輔         | 御厨恭輔         | 北原健雄 児玉兼嗣 |
| 第75話  | 3月19日        | 不二子に花嫁衣裳はにあわない      | 金子裕                        | 石倉八木         | 石倉八木         | 北原健雄 児玉兼嗣 |
| 第76話  | 3月26日        | シェークスピアを知ってるかい      | 高階秋成                      | 沼尻東           | 三家本泰美       | 北原健雄 朝倉隆   |
| 第77話  | 4月2日         | 星占いでルパンを逮捕              | 宮田雪                        | 豊田茂           | 吉田しげつぐ     | 北原健雄 児玉兼嗣 |
| 第78話  | 4月9日         | ロボットの瞳にダイヤが光る        | 浦沢義雄                      | 青木悠三         | 御厨恭輔         | 北原健雄 児玉兼嗣 |
| 第79話  | 4月16日        | ルパン葬送曲                      | 高階秋成                      | 石原泰三         | 三家本泰美       | 北原健雄 児玉兼嗣 |
| 第80話  | 4月23日        | 最後の差し入れはカップラーメン    | 金子裕                        | 石原泰三         | 三家本泰美       | 北原健雄 児玉兼嗣 |
| 第81話  | 4月30日        | 不二子！男はつらいぜ              | 高階秋成                      | 御厨恭輔         | 御厨恭輔         | 北原健雄 児玉兼嗣 |
| 第82話  | 5月7日         | とっつあん人質救出作戦            | 四十物光男                    | 吉田しげつぐ     | 吉田しげつぐ     | 北原健雄 児玉兼嗣 |
| 第83話  | 5月14日        | ルパンの大西部劇                  | 大原清秀                      | 吉田しげつぐ     | 吉田しげつぐ     | 北原健雄 朝倉隆   |
| 第84話  | 5月21日        | 復讐はルパンにまかせろ            | 高階秋成                      | 奥田誠二         | 御厨恭輔         | 北原健雄 児玉兼嗣 |
| 第85話  | 5月28日        | ICPO㊙︎指令                        | 高階秋成                      | 青木悠三         | 吉田しげつぐ     | 北原健雄 児玉兼嗣 |
| 第86話  | 6月4日         | 謎の夜光仮面現わる                | 宮田雪                        | 石原泰三         | 三家本泰美       | 北原健雄 児玉兼嗣 |
| 第87話  | 6月11日        | 悪魔がルパンを招くとき            | 杉村のぼる                    | 御厨恭輔         | 御厨恭輔         | 北原健雄 児玉兼嗣 |
| 第88話  | 6月18日        | ルパンの南極北極大冒険            | 鈴木岬一                      | 南敦             | 吉田しげつぐ     | 北原健雄 朝倉隆   |
| 第89話  | 6月25日        | ドロボウ交響曲を 鳴らせ           | 四十物光男                    | 石原泰三         | 三家本泰美       | 北原健雄 児玉兼嗣 |
| 第90話  | 7月2日         | 悪い奴ほど大悪党                  | 浦沢義雄                      | 御厨恭輔         | 御厨恭輔         | 北原健雄 児玉兼嗣 |
| 第91話  | 7月9日         | 時を駆ける少女                    | 大久保昌一良                  | 西牧秀夫         | 西牧秀夫         | 北原健雄 児玉兼嗣 |
| 第92話  | 7月16日        | マダムと泥棒四重奏                | 浦沢義雄                      | 沼尻東           | 三家本泰美       | 北原健雄 児玉兼嗣 |
| 第93話  | 7月23日        | 万里の長城インベーダー作戦        | 大原清秀                      | 石倉八木         | 石倉八木         | 北原健雄 朝倉隆   |
| 第94話  | 7月30日        | ルパン対スーパーマン              | 鈴木岬一 杉和幸               | 石倉八木         | 吉田しげつぐ     | 北原健雄 朝倉隆   |
| 第95話  | 8月6日         | 幽霊船より愛をこめて              | 杉村のぼる                    | 吉田しげつぐ     | 吉田しげつぐ     | 北原健雄 児玉兼嗣 |
| 第96話  | 8月13日        | ルパンのお料理天国                | 金子裕                        | 青木悠三         | 御厨恭輔         | 北原健雄 児玉兼嗣 |
| 第97話  | 8月20日        | ルパン一世の秘宝を探せ            | 山崎忠昭                      | 石原泰三         | 三家本泰美       | 北原健雄 児玉兼嗣 |
| 第98話  | 8月27日        | 父っつあんのいない日              | 高橋伴明 杉和幸 高階秋成      | 御厨恭輔         | 御厨恭輔         | 北原健雄 児玉兼嗣 |
| 第99話  | 9月3日         | 荒野に散ったコンバット・マグナム  | 大和屋竺                      | 吉田しげつぐ     | 吉田しげつぐ     | 北原健雄 丹内司   |
| 第100話 | 9月10日        | 名画強奪ウルトラ作戦              | 浦沢義雄 （原案：杢野武彦）   | 石原泰三         | 三家本泰美       | 北原健雄 朝倉隆   |
| 第101話 | 9月17日        | ベルサイユは愛に燃えた            | 大久保昌一良 （原案：木宮茂） | 御厨恭輔         | 御厨恭輔         | 北原健雄 児玉兼嗣 |
| 第102話 | 9月24日        | ルパンはシャネルがお好き          | 高階航 （原案：岡田貴夫）     | 西牧秀夫         | 御厨恭輔         | 北原健雄 児玉兼嗣 |
| 第103話 | 10月1日        | 狼は天使を見た                    | 大和屋竺 （原案：藤本敬三）   | 石原泰三         | 三家本泰美       | 北原健雄 朝倉隆   |
| 第104話 | 10月8日        | もっとも危険な黄金ベッド          | 高階航                        | 西牧秀夫         | 三家本泰美       | 北原健雄 児玉兼嗣 |
| 第105話 | 10月15日       | 怪奇鬼首島に女が消えた            | 宮田雪                        | 御厨恭輔         | 御厨恭輔         | 北原健雄 児玉兼嗣 |
| 第106話 | 10月22日       | 君はネコ ぼくはカツオ節           | 浦沢義雄                      | 青木悠三         | 御厨恭輔         | 北原健雄 児玉兼嗣 |
| 第107話 | 10月29日       | 結婚指輪は呪いの罠                | 四十物光男                    | 青木悠三         | 御厨恭輔         | 北原健雄 朝倉隆   |
| 第108話 | 11月5日        | 哀しみの斬鉄剣                    | 岡本一郎                      | 御厨恭輔         | 御厨恭輔         | 北原健雄 児玉兼嗣 |
| 第109話 | 11月12日       | ルパン 史上最大の苦戦             | 杉村のぼる                    | 永丘昭典         | 御厨恭輔         | 北原健雄 児玉兼嗣 |
| 第110話 | 11月19日       | 激写 これが不二子だ               | 杉江慧子                      | 石原泰三         | 三家本泰美       | 北原健雄 児玉兼嗣 |
| 第111話 | 11月26日       | インベーダー金庫は開いたか？      | 高階航                        | 佐々木正広       | 三家本泰美       | 北原健雄 児玉兼嗣 |
| 第112話 | 12月3日        | 五右ヱ門危機一髪                  | 金子裕                        | 石黒昇           | 石黒昇           | 北原健雄 朝倉隆   |
| 第113話 | 12月10日       | 作戦名は忠臣蔵                    | 大久保昌一良                  | 石原泰三         | 三家本泰美       | 北原健雄 朝倉隆   |
| 第114話 | 12月17日       | 迷画 最初の晩餐の秘密             | 宮田雪                        | 山田勝久         | 御厨恭輔         | 北原健雄 児玉兼嗣 |
| 第115話 | 12月24日       | モナリザは二度微笑う              | 金子裕                        | 佐々木正広       | 三家本泰美       | 北原健雄 児玉兼嗣 |
| 第116話 | 12月31日       | 108つの鐘は 鳴ったか              | 宮田雪                        | 石原泰三         | 三家本泰美       | 北原健雄 児玉兼嗣 |
| 第117話 | 1980年 1月7日  | チューインガム変装作戦            | 浦沢義雄                      | 青木悠三         | 御厨恭輔         | 北原健雄 朝倉隆   |
| 第118話 | 1月14日        | 南十字星がダイヤに見えた          | 大原清秀                      | 石黒昇           | 石黒昇           | 北原健雄 朝倉隆   |
| 第119話 | 1月21日        | ルパンを殺したルパン              | 大原清秀                      | 高垣幸蔵         | 御厨恭輔         | 北原健雄 児玉兼嗣 |
| 第120話 | 1月28日        | フランケンシュタイン ルパンを襲う | 宮田雪                        | 南敦             | 御厨恭輔         | 北原健雄 児玉兼嗣 |
| 第121話 | 2月4日         | オレの爺さんが残した宝物          | 杉江慧子                      | 石原泰三         | 三家本泰美       | 北原健雄 児玉兼嗣 |
| 第122話 | 2月11日        | 珍発見 ナポレオンの財宝           | 高階航                        | 山田勝久         | 御厨恭輔         | 北原健雄 児玉兼嗣 |
| 第123話 | 2月18日        | 泥棒はパリで                      | 高階航                        | 山田勝久         | 三家本泰美       | 北原健雄 朝倉隆   |
| 第124話 | 2月25日        | 1999年ポップコーンの旅            | 浦沢義雄                      | 青木悠三         | 御厨恭輔         | 北原健雄 児玉兼嗣 |
| 第125話 | 3月3日         | オイルダラーの大謀略              | 杉村のぼる                    | 石原泰三         | 三家本泰美       | 北原健雄 児玉兼嗣 |
| 第126話 | 3月10日        | 地獄へルパンを道づれ              | 杉村のぼる                    | 宮本一夫         | 御厨恭輔         | 北原健雄 児玉兼嗣 |
| 第127話 | 3月17日        | 直撃！デッドボール作戦            | 大原清秀                      | 吉田しげつぐ     | 三家本泰美       | 北原健雄 朝倉隆   |
| 第128話 | 3月24日        | 老婆とルパンの泥棒合戦            | 浦沢義雄                      | 青木悠三         | 御厨恭輔         | 北原健雄 児玉兼嗣 |
| 第129話 | 3月31日        | 次元に男心の優しさを見た          | 金子裕                        | 青木悠三         | 御厨恭輔         | 北原健雄 児玉兼嗣 |
| 第130話 | 4月7日         | ルパン対奇人二面相                | 大久保昌一良                  | 石原泰三         | 三家本泰美       | 北原健雄 朝倉隆   |
| 第131話 | 4月14日        | 二人五右ヱ門斬鉄剣の謎            | 荒木芳久                      | 御厨恭輔         | 御厨恭輔         | 北原健雄 児玉兼嗣 |
| 第132話 | 4月21日        | 霊山ヒマラヤの泥棒教団            | 高屋敷英夫                    | 石原泰三         | 三家本泰美       | 北原健雄 児玉兼嗣 |
| 第133話 | 4月28日        | 熱いお宝に手を出すな              | 杉江慧子                      | 御厨恭輔         | 御厨恭輔         | 北原健雄 児玉兼嗣 |
| 第134話 | 5月5日         | ルパン逮捕頂上作戦                | 宮田雪                        | 青木悠三         | 御厨恭輔         | 北原健雄 児玉兼嗣 |
| 第135話 | 5月12日        | 毒薬と魔術とルパン三世            | 荒木芳久 三島久乃             | 石黒昇           | 石黒昇           | 北原健雄 朝倉隆   |
| 第136話 | 5月19日        | ゴールドバタフライの復讐          | 四十物光男                    | 山田勝久         | 三家本泰美       | 北原健雄 児玉兼嗣 |
| 第137話 | 5月26日        | 華麗なるチームプレイ作戦          | 杉和幸                        | 石原泰三         | 三家本泰美       | 北原健雄 朝倉隆   |
| 第138話 | 6月2日         | ポンペイの秘宝と毒蛇              | 浦沢義雄                      | 青木悠三         | 御厨恭輔         | 北原健雄 児玉兼嗣 |
| 第139話 | 6月9日         | ルパンのすべてを盗め              | 金子裕                        | 石川類           | 御厨恭輔         | 北原健雄 児玉兼嗣 |
| 第140話 | 6月16日        | 狼は走れ 豚は転がれ               | 高階航                        | 佐々木皓一       | 三家本泰美       | 北原健雄 児玉兼嗣 |
| 第141話 | 6月30日        | 1980 モスクワ黙示録               | 高階航                        | 高屋敷英夫       | 高屋敷英夫       | 北原健雄 朝倉隆   |
| 第142話 | 7月7日         | グランドレース 消えた大本命       | 大久保昌一良                  | 石黒昇           | 石黒昇           | 北原健雄 朝倉隆   |
| 第143話 | 7月14日        | マイアミ銀行襲撃記念日            | 浦沢義雄                      | 青木悠三         | 吉田しげつぐ     | 北原健雄 丹内司   |
| 第144話 | 7月21日        | 不二子危機一髪救出作戦            | 杉村のぼる 桂一水             | 石原泰三         | 三家本泰美       | 北原健雄 朝倉隆   |
| 第145話 | 7月28日        | 死の翼アルバトロス                | 照樹務（宮崎駿）              | 照樹務（宮崎駿） | 照樹務（宮崎駿） | 北原健雄 丹内司   |
| 第146話 | 8月4日         | ルパン 華麗なる敗北               | 四十物光男                    | 石川類           | 御厨恭輔         | 北原健雄 児玉兼嗣 |
| 第147話 | 8月11日        | 白夜に消えた人魚                  | いとうまさお                  | 高屋敷英夫       | 高屋敷英夫       | 北原健雄 児玉兼嗣 |
| 第148話 | 8月18日        | ターゲットは555M                  | 金子裕                        | 石原泰三         | 三家本泰美       | 北原健雄 朝倉隆   |
| 第149話 | 8月25日        | ベールをはいだメッカの秘宝        | 高階航                        | 青木悠三         | 御厨恭輔         | 北原健雄 児玉兼嗣 |
| 第150話 | 9月1日         | ピアノ交響曲「動物園」            | 大久保昌一良                  | 石川類           | 御厨恭輔         | 北原健雄 児玉兼嗣 |
| 第151話 | 9月8日         | ルパン逮捕ハイウェイ作戦          | 宮田雪                        | 吉田しげつぐ     | 吉田しげつぐ     | 北原健雄 丹内司   |
| 第152話 | 9月15日        | 次元と帽子と拳銃と                | 杉村のぼる                    | 石黒昇           | 石黒昇           | 北原健雄 朝倉隆   |
| 第153話 | 9月22日        | 神様のくれた札束                  | 金子裕                        | 吉田しげつぐ     | 吉田しげつぐ     | 北原健雄 丹内司   |
| 第154話 | 9月29日        | ヘクサゴンの大いなる遺産          | 高階航 （原案：杉和幸）       | 石原泰三         | 三家本泰美       | 北原健雄 朝倉隆   |
| 第155話 | 10月6日        | さらば愛しきルパンよ              | 照樹務（宮崎駿）              | 照樹務（宮崎駿） | 照樹務（宮崎駿） | 北原健雄 丹内司   |

### 使用された原作
- 第5話「金塊の運び方教えます」 - 『新ルパン三世』No.92「金車鉱炉」原作では金でできた車から金塊を生成しているが、アニメではその逆（盗んだ金塊で黄金の車体を作っている）である。なお、本エピソードはアニメが放送後に原作が連載されている。
- 第14話「カリブ海の大冒険」 - 『ルパン三世 新冒険』第26話「宝がザクザク（その1）」、第27話「宝がザクザク（その2）」
- 第16話「二つの顔のルパン」 - 同第30話「ジキル・ルパンとハイド・ルパン（その1）」、第31話「ジキル・ルパンとハイド・ルパン（その2）」
- 第19話「十年金庫は破れるか」 - 同第8話「ルパンと金庫破り（その1）」、第9話「ルパンと金庫破り（その2）」
- 第20話「追いつめられたルパン」 - 『ルパン三世』第22話「ドンデン返し」
- 第21話「五右ェ門の復讐 」 - 『ルパン三世新冒険』第25話「五右ェ門の復讐」
- 第22話「謎の女人館を探れ」 - 『新ルパン三世』No.4「ロータ・猿宇の忠告」
- 第23話「第4次元の魔女」 - 『ルパン三世』第30話「現代下克上」
- 第25話「必殺鉄トカゲ見参」 - 『新ルパン三世』No.18「鉄トカゲ（前篇）」、No.19「鉄トカゲ（後篇）」
- 第28話「女刑事メロン」 - 同No.3「刑事メロン」ただし、メロンの人物設定は一部を除いてまったく違うものに変更されている。
- 第29話「電撃ハトポッポ作戦」 - 『ルパン三世』第88話「せいては盗をしそんじる（その1）」
- 第31話「白夜に向かって撃て」 - 同第32話「ルパンの法則」
- 第37話「ジンギスカンの埋蔵金」 - 『ルパン三世 新冒険』第24話「いただきーッ」、第27話「宝がザクザク（その2）」原作第24話からは冒頭、原作第27話からは末尾のシーンをそれぞれ参考にしている。
- 第40話「ミサイルジャック作戦」 - 『新ルパン三世』No.33「コン・ジャック」
- 第46話「ルパン お高く売ります」 - 『ルパン三世』第9話「集まれ奇人ども」、第81話「能ある悪党は牙をかくす（その1）」原作9話のレギュラーヒロインキャラはフウテン探偵だがアニメでは峰不二子になっている。
- 第63話「罠には罠を!」 - 『新ルパン三世』No.37「鬼出神没」
- 第70話「クラシック泥棒と九官鳥」：同No.8「1人180役」のルパンの自首〜脱獄までを冒頭部分の参考にしている。
- 第79話「ルパン葬送曲」 - 『ルパン三世 新冒険』第34話「ルパン送葬曲（その1）」、第35話「ルパン送葬曲（その2）」
- 第97話「ルパン一世の秘宝を探せ」 - 『ルパン三世』第91話「我が盗争（その1）」、第92話「我が盗争（その2）」
- 第99話「荒野に散ったコンバット・マグナム」 - 『新ルパン三世』No.23「ウエスタン次元」
- 第105話「怪奇鬼首島に女が消えた」 - 同No.13「What's happened? 」
- 第108話「哀しみの斬鉄剣」 - 同No.50「五右ェ門流し」、No.51「五右ェ門星」
- 第112話「五右ヱ門危機一髪」 - 同No.32「盗怪道五十三次」
- 第118話「南十字星がダイヤに見えた」 - 同No.97「スナイパア」
- 第121話「オレの爺さんが残した宝物」 - 同No.79「血路」、No.80「穴路」
- 第132話「霊山ヒマラヤの泥棒教団」 - 同No.69「変装防止（前篇）」、No.70「変装防止（後篇）」
- 第133話「熱いお宝に手を出すな」 - 同No.45「ちがう穴のムジナ」、No.46「ちがう穴の泥棒」
- 第137話「華麗なるチームプレイ作戦」 - 同No.82「三死がなくて……五に練習」、No.83「八苦がなくて十に成功」
- 第139話「ルパンのすべてを盗め」 - 同No.84「ボディ・チェンジャ」、No.85「ボディ・スチール」

### 補足事項
予告編でのルパンの決め台詞は「また会おうぜ!」。ただし、第20話「追いつめられたルパン」では「無事だったら会おうぜ」、第155話（最終話）「さらば愛しきルパンよ」では「別れがつらいぜ」だった。なお、新番組予告では前番組が『元祖天才バカボン』だったため、「やあパパしゃん、長い間ご苦労さんなのだ」と始まり、「来週7時から、なのだ」で締める。この「新番組予告編」はそれまでの映像ソフトには未収録だったが、2022年6月8日からYouTubeの「TMSアニメ公式チャンネル」にアップロードされた次回予告編には収録されている。
クレジットタイトルに関して、アニメでは初めてオープニングでメインキャストが（役名と共に）表示されるという、テレビドラマに即した方式が採用された。後年「声優名がこのように表示されるアニメ作品は他にほとんどなく、それだけルパンシリーズは声優に重きを置いていた」と評されている。このクレジット様式は一部を除き、本シリーズ以降2010年代まで継続して行われた。また、本シリーズはクレジットのタイミングでその声優が演じるキャラクターも登場するオープニング内容になっていたため、五右ェ門と不二子が稀に未登場や台詞なしの回でも一貫して5人全員が表記されていた。この形態は、テレビシリーズ『PARTIII』や一部のテレビスペシャルで踏襲されている。
1978年10月から1979年10月までの約1年間、ラジオ関東にて山田康雄がパーソナリティを務める『ルパンにまかせろ』というラジオ番組が放送されていた。

### 各話補足事項
第1話「ルパン三世颯爽登場」
TV第1シリーズ最終話の5年後として描かれる（現実と経過期間は同じ）。第1シリーズ最終話からこの話までの間の各キャラクターの動向も簡単にだが語られている。第1シリーズ第1話の敵であった犯罪組織「スコーピオン」のコミッショナー・ミスターXが再登場。そのミスターXの回想という形で、第1シリーズ第1話のシーンが流用されている。
第3話「ヒトラーの遺産」
登場したアドルフ・ヒトラーの遺産は、ヒトラーが最初は画家を目指していたが挫折し、その時のコンプレックスが独裁者になるきっかけとなった事実に即したオチとなっている。
銭形がベルリンの検問所において、警察手帳を提示した上で検問所を強行突破しようとして乗っていたバスから転落した後にナチス式敬礼を行う描写がある。
第4話「ネッシーの唄が聞こえる」
この回の舞台がスコットランドであるため、不二子がザ・ドリフターズの「誰かさんと誰かさん」（原曲はスコットランド民謡）を歌うシーンがある。
第5話「金塊の運び方教えます」
作中、金塊自動車で走行中の検問シーン直前の会話中に一時的に次元と五ェ門の声が途中で入れ替わってしまっているシーンがある。なお、ビデオや一部のDVD等にも入れ替わったまま収録されている。HDリマスター版及びブルーレイでは修正されている。
第7話「ツタンカーメン三千年の呪い」
この回のみ、CM入りのアイキャッチに「タタリじゃ〜」と声が入る（声は選曲スタッフの鈴木清司が担当）。映画『八つ墓村』の宣伝コピーで当時の流行語でもあった。また、本編ラストの砂漠でラクダに乗った不二子とルパンのシーンは、こちらも当時話題になった研ナオコ出演の生理用品のCMパロディであり、セリフもほぼ同じである。
銭形がイスラエルの空港で、当時アラブ国家と断絶・対立状態にあったイスラエルからアラブ国家への航空便がないにも関わらず、エジプト行の航空券を強要して赤軍扱いされ、空港職員に取り押さえられる、というネタが使われている。本放送日である1977年11月14日時点では国交断絶状態だったが、本シリーズ放映中の1979年3月、エジプトはイスラエル占領下にあったシナイ半島返還と引き換えに、アラブ国家として最初にエジプト・イスラエル平和条約を締結してお互いを承認し、国交を開いた。
またルパン作品としては珍しく、銭形は終始、トレードマークの1つであるコートを着用していない。
第11話「モナコGPに賭けろ」
当時のF1マシンであるティレル・P34が登場し、ルパンがそのマシンをドライブする。ニキ・ラウダ、ジャッキー・スチュワート、カルロス・ロイテマン、ジョディー・シェクター、ホセ・カルロス・パーチェ、パトリック・デパイユなどが実名で登場。
本編ではルパンがコースアウトした上で海中に転落してリタイアしたためラウダが優勝する設定となっているが、放映された年である1977年のモナコグランプリの優勝はシェクターであり、ラウダは2位に終わっている。本シリーズ放送期間中に開催されたモナコグランプリでも、ラウダは優勝できずに終わった（1978年・1979年は共にリタイア、1980年は出走せず）他、デパイユ、シェクター、ロイテマンが優勝している。スチュワートも第1シリーズ放映終了後にF1を引退していた他、パーチェも放映開始の半年前である1977年3月に死去している。
第15話「名探偵空をゆく」
アイキャッチまでの間、銭形を除いたメインキャラクターがまったく登場していない（4人が全員誰かに変装していたため）。
第19話「十年金庫は破れるか」
当時、流行っていたテレビゲーム、任天堂の『テレビゲーム15』が登場。また、ルパンが当時主流だったサウナであるロウリュに入っている描写がある。
第20話「追い詰められたルパン」
ハトラー総統が本放送日から約1年前にヒットした海援隊の「あんたが大将」のレコードを聴いて風船の地球儀を弄ぶシーンがある（これは映画『独裁者』（主演：チャールズ・チャップリン）がモデルとなっている）。
第48話「非常ベルにルパンは笑う」
ニューヨークの競馬場に行く途中の車内で五ェ門が都はるみの「好きになった人」を選曲するシーンがある。
作中におけるケンタッキーダービーは、本作では右回り・芝コースで開催するという設定となっているが、実際のケンタッキーダービーはケンタッキー州にあるチャーチルダウンズ競馬場において左回り・ダートコースで開催されている。
第66話「射殺命令!!」
ビューティーが所有する.44口径のコルト・パイソンは、現実世界では試作品止まりで製品化はされていない。次元曰く「"1966年製"で（1934年製の）ワルサーP38とは（技術的に）32年分の差がある」とのことだが、一般的に「パイソン」の名を冠するものは1955年製モデルのもので1966年製のものは「ダイアモンドバック」の名を冠する廉価版である。
次元が「ダムダム弾は1929年のベルサイユ条約で使用禁止になった」と語っているが、これは大きな誤りである。ベルサイユ条約が調印された年は1919年であり、ダムダム弾が使用禁止となったのは、1899年の第1回ハーグ国際平和会議及び1907年の第2回同会議によってである（ハーグ陸戦条約も参照）。ただし、ハーグ陸戦条約23条によるダムダム弾（拡張弾）の使用禁止は軍隊においての使用を禁ずるもので、警察での使用は禁じられておらず、貫通による二次被害を避ける目的等でホローポイント弾等と同種の弾が使用されている。
第73話「花も嵐も泥棒レース」
日本テレビの局アナ時代の徳光和夫が本人役で出演している。最後の泥棒オリンピックのゴール地点が破壊されるシーンで、逃げ惑う人々の中に、右往左往している『天才バカボン』のバカボンのパパが紛れ込んでいる。
第74話「恐怖のカメレオン人間」
当時流行していたピンク・レディーの「カメレオン・アーミー」をモチーフとした作品。前半では前奏や間奏、エンディングの一部が、後半では1コーラスが歌入りで使用されている。
銭形がルパンに肌色を黒く染められ、直後に警察官に取り押さえられる、という当時南アフリカ共和国で行われていた人種隔離政策「アパルトヘイト」を風刺する描写がある。
第78話「ロボットの瞳にダイヤが光る」、第106話「君はネコ僕はカツオ節」、第117話「チューインガム変装作戦」、第128話「老婆とルパンの泥棒合戦」
すべて浦沢義雄脚本と青木悠三絵コンテであるとともに、どれもニューヨーク・ブロードウェイが舞台となっていることから、別名「ブロードウェイ・シリーズ」とも呼ばれる。
第82話「とっつあん人質救出作戦」
ルパン一味とテロリストの戦闘シーンで、第1～26話のオープニングテーマに使用された「ルパン三世'78」がBGMとして流れた。
第93話「万里の長城インベーダー作戦」
当時、『スペースインベーダー』が流行っていたため、インベーダー砲台もどきの戦車が登場。また、当時の中国は「文化大革命」が終わった直後で、それにちなんだエピソードも登場する。
第100話「名画強奪ウルトラ作戦」
番組放送100回記念作品の初回で、一般公募した脚本をもとに製作（上記参照）。
執筆者は、愛知県に在住する16歳の男子高校生（当時）。期末テスト終了後、締め切り間近のタイミングに応募したといい「突飛な行動の話にしぼって考えた」と明かしている。
第101話「ベルサイユは愛に燃えた」
ルパンが『ベルサイユのばら』のオスカルと共演するという、公募作品ならではの珍しい内容。
執筆者は、東京都在住の19歳の専門学生（当時）。アニメファンで友人とのマンガ作りを趣味としており「とても嬉しい反面、ぼくのルパン感がどの程度ファンの方々と同調しているかどうか、心配でなりません」とコメントしている。
一部資料で、オスカルの声優はベルばら本編と同じ田島令子が担当したという誤記があるが、実際に担当したのは二木てるみである。
第102話「ルパンはシャネルがお好き」
執筆者は、東京都在住の20歳の大学生（当時）。ストーリー作りが趣味で「100回記念のお祭りですから、陽気に楽しく演出してくれれば最高です」とコメントしている。
第103話「狼は天使を見た」
放送100回記念作品の最終作。
執筆者は、兵庫県在住の16歳の男子高校生（当時）。アニメファンで将来の夢がシナリオライターであることを明かし「一生懸命やったかいがありました。ルパン、次元、五右エ門が自分のシナリオ通りに動くと思うと、嬉しくてなりません」とコメントしている。
第104話「もっとも危険な黄金ベッド」
酸と塩基を中和させるために「水酸ナトリウム」を使用するという筋書きであるが、化学的には「水酸化ナトリウム」である。銭形の本名が、本人が差し出す名刺で「銭形幸一」と確認できるシーンがある。
第143話「マイアミ銀行襲撃記念日」、第151話「ルパン逮捕ハイウェイ作戦」、第152話「次元と帽子と拳銃と」、第153話「神様のくれた札束」
いずれもテレコムが担当した回。第143話以前もテレコムが担当した回は複数存在するが、作画監督北原などの手により本シリーズの標準的なキャラクターデザインに修正されていた。しかし、テレコム担当回は本シリーズ標準キャラクターデザインを尊重しない作画が続いたため、北原は作画修正を第143話から放棄した。このため、これ以降のテレコムが担当した回は"修正前のオリジナル作画"となり、『カリオストロの城』に近いキャラクターデザインとなっている。
第145話「死の翼アルバトロス」
本シリーズで宮崎駿が「照樹務」名義で脚本・演出を務めた2作品のうちの1作。物語後半は宮崎駿が監督した『未来少年コナン』を彷彿とさせる場面がある。また、テレコム担当回でもある。
第154話「ヘクサゴンの大いなる遺産」
シナリオ段階では前後編で最終話になる予定だった。しかし『カリオストロの城』スタッフの手空きを埋める目的でテレコムに第155話を発注した皺寄せを受け、1話完結に変更された。
第155話「さらば愛しきルパンよ」
本シリーズ最終回にして、本シリーズで宮崎駿が「照樹務」名義で脚本・演出を務めた2作品のうちの1作。また、テレコム担当回でもある。1981年（放送当時は1980年であるため、"近未来"となっている）の東京を舞台とし、物語前半は市街地戦、後半は敵との直接対決となっており、『カリオストロの城』や本話のヒロイン・小山田マキを演じたのが後年、宮崎駿が監督した『風の谷のナウシカ』のナウシカ役として出演する島本須美であったり、同じく宮崎駿が監督した『天空の城ラピュタ』に登場するロボット兵が本作にて初登場しており、『ナウシカ』『ラピュタ』の原型となる特色が強い。ラピュタの公開は本作放送6年後の1986年であり、ラピュタを制作するにあたり、宮崎は、ラピュタに"ルパン用キャラクター"であるロボット兵を登場させたことについて「心残りがあり、もう一度使ってみた」と語っている。また、本シリーズ放送期間中は警視庁本庁舎の建て替え工事が実施されていた期間と重なり、本シリーズに警視庁庁舎が登場する際は1931年に竣工した旧庁舎が描かれていたが、本話は本シリーズ唯一、1980年6月に竣工した建て替え後の現在の警視庁本庁舎が登場している。

## 放送局
放送系列は当時のもの。○は第1シリーズから変更されたネット局。放送時間は個別に出典が提示されているものを除き1979年7月中旬 - 8月上旬時点のものとする。
| 放送地域                       | 放送局         | 放送系列                                     | 放送時間                                                                       | 備考                                                                                             |
| ------------------------------ | -------------- | -------------------------------------------- | ------------------------------------------------------------------------------ | ------------------------------------------------------------------------------------------------ |
| 関東広域圏                     | 日本テレビ     | 日本テレビ系列                               | 月曜 19:00 - 19:30                                                             | 制作局                                                                                           |
| 北海道                         | 札幌テレビ     | 日本テレビ系列                               | 月曜 19:00 - 19:30                                                             |                                                                                                  |
| 青森県                         | 青森放送       | 日本テレビ系列 テレビ朝日系列                | 月曜 17:30 - 18:00                                                             |                                                                                                  |
| 岩手県                         | テレビ岩手     | 日本テレビ系列                               |                                                                                | 1980年3月まではテレビ朝日系列とのクロスネット局                                                  |
| 宮城県                         | ミヤギテレビ   | 日本テレビ系列                               | 月曜 19:00 - 19:30                                                             |                                                                                                  |
| 秋田県                         | 秋田放送       | 日本テレビ系列                               | 月曜 17:00 - 17:30                                                             |                                                                                                  |
| 山形県                         | 山形放送       | 日本テレビ系列 テレビ朝日系列                | 土曜 17:00 - 17:30 →水曜 17:30 - 18:00                                         | 1980年3月までは日本テレビ単独加盟局                                                              |
| 福島県                         | 福島中央テレビ | 日本テレビ系列 テレビ朝日系列                | 金曜 18:00 - 18:30                                                             |                                                                                                  |
| 新潟県                         | 新潟総合テレビ | フジテレビ系列 日本テレビ系列 テレビ朝日系列 | 木曜 17:20 - 17:50                                                             | [ 注 13 ]                                                                                        |
| 富山県                         | 北日本放送     | 日本テレビ系列                               | 月曜 - 金曜 17:30 - 18:00                                                      |                                                                                                  |
| 石川県                         | 北陸放送       | TBS系列                                      | 木曜 17:00 - 17:30（1980年7月3日まで） 木曜 17:30 - 18:00（1980年7月10日以降） |                                                                                                  |
| 福井県                         | 福井放送       | 日本テレビ系列                               | 土曜 18:00 - 18:30                                                             |                                                                                                  |
| 山梨県                         | 山梨放送       | 日本テレビ系列                               | 土曜 17:30 - 18:00                                                             |                                                                                                  |
| 長野県                         | 長野放送       | フジテレビ系列                               | 土曜 18:30 - 19:00                                                             | [ 注 14 ] [ 30 ]                                                                                 |
| 長野県                         | テレビ信州     | 日本テレビ系列 テレビ朝日系列                |                                                                                | 1980年10月1日開局。最終回のみ放送。他にサービス放送で第154話を放送。 PARTIII以降はこちらで放送。 |
| 静岡県                         | テレビ静岡     | フジテレビ系列                               |                                                                                | ○1979年6月まで                                                                                   |
| 静岡県                         | 静岡第一テレビ | 日本テレビ系列                               | 月曜 19:00 - 19:30                                                             | 1979年7月開局から                                                                                |
| 中京広域圏                     | 中京テレビ     | 日本テレビ系列                               | 月曜 19:00 - 19:30                                                             | ○                                                                                                |
| 近畿広域圏                     | よみうりテレビ | 日本テレビ系列                               | 月曜 19:00 - 19:30                                                             |                                                                                                  |
| 鳥取県・島根県                 | 日本海テレビ   | 日本テレビ系列 テレビ朝日系列                |                                                                                |                                                                                                  |
| 広島県                         | 広島テレビ     | 日本テレビ系列                               | 月曜 19:00 - 19:30                                                             | [ 注 15 ]                                                                                        |
| 山口県                         | 山口放送       | 日本テレビ系列 テレビ朝日系列                | 金曜 17:15 - 17:45                                                             | 1978年9月までは日本テレビ単独加盟局。 1979年7月時点では放送無し。                                |
| 徳島県                         | 四国放送       | 日本テレビ系列                               |                                                                                |                                                                                                  |
| 香川県・岡山県 （1979年4月～） | 西日本放送     | 日本テレビ系列                               | 月曜 19:00 - 19:30                                                             | 当初の免許エリアは香川県のみ。1979年4月から相互乗り入れで岡山県も免許エリアに加わる。            |
| 愛媛県                         | 南海放送       | 日本テレビ系列                               | 月曜 16:55 - 17:25                                                             |                                                                                                  |
| 高知県                         | 高知放送       | 日本テレビ系列                               | 月曜 19:00 - 19:30                                                             |                                                                                                  |
| 福岡県                         | 福岡放送       | 日本テレビ系列                               | 月曜 19:00 - 19:30                                                             |                                                                                                  |
| 長崎県                         | テレビ長崎     | フジテレビ系列 日本テレビ系列                | 月曜 19:00 - 19:30                                                             |                                                                                                  |
| 熊本県                         | 熊本放送       | TBS系列                                      | 金曜 17:00 - 17:30                                                             | ○                                                                                                |
| 大分県                         | テレビ大分     | フジテレビ系列 日本テレビ系列 テレビ朝日系列 | 月曜 17:30 - 18:00                                                             |                                                                                                  |
| 宮崎県                         | 宮崎放送       | TBS系列                                      | 月曜 17:30 - 18:00                                                             | ○                                                                                                |
| 鹿児島県                       | 鹿児島テレビ   | フジテレビ系列 日本テレビ系列 テレビ朝日系列 | 土曜 16:30 - 17:00→日曜 8:00 - 8:30（1980年4月時点）                           |                                                                                                  |
| 沖縄県                         | 琉球放送       | TBS系列                                      | 火曜 17:30 - 18:00                                                             | ○                                                                                                |
| 日本全国                       | アニマックス   |                                              | 土曜 6:30〜7:30 金曜 22:00〜23:00 （2022年10月時点）                           |                                                                                                  |

アニマックスで再放送される際は『fin』と描かれたエンドカードが追加され、最後に製作著作（改行）トムス・エンタテインメントとクレジットが出る。

## 評価・影響など
本放送当時のティーンエイジへの影響
本作が放送された当時は『宇宙戦艦ヤマト』のヒットによりアニメブームが起きていた。
版権元の日本テレビ音楽によると、本作の当初の商品化収入は同時期の『家なき子』の2割に満たなかったという。しかし、そうした状況を打破したのはサンスター文具の発売した文房具であった。サンスターも低年齢向けを得意としており、中高生向けには自信がなかったが、その層の商品を育てたいという意志はあった。サンスターは日本テレビ音楽と幾度も商品化の会議を重ねデザインを決定し、中高生向けのキャラクター商品に抵抗を持つ流通を説得し、なんとか発売にこぎつけた。
中高生向けのテレビキャラクター文房具はこれまでほとんど存在せず、商品は大人気となった。また、自信が持てなかったサンスターが生産を絞ったことによる品薄がそれに拍車をかけた。サンスターのヒットを見た各社は中高生向けの商品を携え、本作に殺到した。本作の商品化収入は放送開始1年で『家なき子』を越え、終了時には日本テレビ音楽過去最大のものとなった。このため本作は中高生向けの商品化で初めて成功したテレビアニメという評価を得ている。
また、視聴していた子供達にはモンキー・パンチという原作のクレジットや外国漫画風のデザインから、外国人作家による漫画のアニメ化と勘違いされていた例も少なからずあったようである。そのため、「外国漫画のアニメは名作劇場のような牧歌的な内容ばかりでない」との認識も子供達に広まることになった。
本放送以降の放送状況
本作は「日本のテレビアニメで最も再放送が多い」と言われることがあるなど、再放送回数は多い。
1980年代から2000年頃までは日本テレビでは平日夕方、1982年4月4日からよみうりテレビでは日曜正午枠（1時間枠）でよく再放送されていた。特によみうりテレビでは長年にわたり、毎週2話ずつ、全話をループ状態（最終話まで放送したあとまた第1話に戻る）で放送し続けていた事もあり、近畿地方の出身者では一定の世代には作品が比較的深く浸透している（ただし、よみうりテレビではクールによっては最終話放送後に直接TV第2シリーズの第1話に戻らずに、一旦TV第1シリーズあるいはPARTIIIを再放送することがあったが、この場合はTV第1シリーズまたはPARTIIIの最終話終了後に再度TV第2シリーズを第1話から再放送していた。ただしTV第1シリーズおよびPART IIIの再放送はTV第2シリーズほどされなかった）。
本放送当時に日本テレビのプロデューサーであった武井英彦は「1989年の『ルパン三世 バイバイ・リバティー・危機一発!』に始まるTVスペシャルは、本シリーズの再放送が高視聴率だったために誕生した企画」と述べている。
21世紀に入ると日本テレビ系の地上波での再放送がなくなり、代わりに有料BS/CS放送のアニメ専門チャンネル・アニマックス上での放送が頻繁に行われるようになった。また、これと平行してHDリマスター版が新規に制作され、アニマックスで2012年10月からテレビ初放送された。また、2010年代からは地上波の独立局で放送される機会も増加している。
2017年7月から12月まで日本テレビ深夜帯で放送した『ルパン三世ベストセレクション』では、本シリーズから全体の半分に相当する12エピソードが選出。さらに1位・2位を宮崎駿が脚本・演出を担当した「さらば愛しきルパンよ」「死の翼アルバトロス」の2作が獲得している。
その他
最高視聴率は30.5%（1979年1月22日、第67話）
世界各国でも放送され、特にフランス、イタリアでの評価が高い。ただし、アメリカではナチスに関連が深い第3話は未放送である。
サウンドトラック『ルパン三世』(YP-7071)はオリコンLPチャートで最高8位を記録した。
本作で起用されたメインキャストの5人（山田康雄、小林清志、井上真樹夫、増山江威子、納谷悟朗）は、制作会社社長（当時）の藤岡豊がそのコンビネーションを語るなど高く評価された。
本作終了後、アニメのステレオ放送が業界全体に普及することはなく、後続番組の『新・ど根性ガエル』4話からはモノラル放送に戻った。本シリーズも1993年の『ルパン三世 ルパン暗殺指令』まで全てモノラル放送だった。
本シリーズから、2000年代までは主要なスタッフがほぼ変わらずに推移。以下の面々は以後20年以上に渡り、ほぼ全作へ携わることになった。2022年現在は、音楽の大野雄二のみが現役で登板し続け、音響制作の東北新社がスタッフ自体の変更はありながらも参加している。
- 飯岡順一[注 21]（文芸→脚本プロデューサー、2006年まで）
- 長谷川肇、小林健一およびトムス・フォトスタッフ（撮影、2000年まで）
- 大野雄二（音楽）
- 鈴木清司（選曲→音楽監督、2013年まで）
- 加藤敏（録音→音響監督、2010年まで）
- 鶴渕充寿、高橋（鶴渕）和子（編集、2001年まで）
- 糸川幸良（音響効果、2006年まで）

友永和秀は、本作について「新ルパンは旧ルパンとはかなり色合いの違うアニメでしたが、制作に携わっている人間にとってはいろいろ楽しめる要素の多い作品でした。飛行機とか戦車が登場するシーンは、喜々として描いていたように記憶しています。私だけでなく制作にかかわった人間はみんな、趣味とか興味のもてる対象を作品に取り入れて、遊び感覚で作っていたと思います。北原健雄さんが自由にやらせてくれたのでありがたかったですね。」とコメントしている。
大河内一楼は、「本作の、各話いろいろなパターンがゴチャゴチャと入っている感じも好きだったんですね。」とコメントしている。
浄園祐は、『ルパン三世 (2015年TVシリーズ)』の制作において「TVシリーズの復活ということで、一番の王道と言われている本作を基本にしようと思っていました。」とコメントしている。
奥浩哉は、「ルパン、映画はマモー編が一番好きだしTVアニメは北原健雄さんデザインの2ndシリーズが一番好き。」とツイートしている。
小黒祐一郎は、「『新ルパン』はなんでもありで、バラエティに富んだシリーズだった。各スタッフの個性が発揮されたシリーズでもあった。」とコメントしている。
NHKがBSプレミアムで2017年5月3日に放送した「ニッポンアニメ100 発表!あなたが選ぶアニメベスト100」で本作は284位にランクインした。